# Torricelliaceae
Torricelliaceae — родина дерев, що походить з Мадагаскару та південно-західної Азії. Він містить три роди: Aralidium, Melanophylla і Torricellia. Відповідно до системи APG II, кожен із цих родів був поміщений у свою власну родину, але з умовою, що «деякі родини є однородовими і, можливо, можуть бути об’єднані, коли будуть встановлені добре підтримувані сестринські стосунки». Такий зв'язок був встановлений для цих трьох родів у 2004 році. У системі APG III ці три роди складають родину Torricelliaceae.